# 大藤史
大藤 史（おおとう ふみ、1974年8月17日 - ）は、日本の女性シンガーソングライターである。東京パフォーマンスドールの元メンバー。東京都出身。神奈川大学卒。

## 来歴
高校生の時、東京パフォーマンスドールとして活躍。大学在学中にシンガーソングライターを志し、大学卒業後はOL生活のかたわらアニメやアイドルへの楽曲提供を始める。

## 作品

### シングル
| 枚  | 発売日         | タイトル                                        | 規格品番  | オリコン 最高位 |
| --- | -------------- | ----------------------------------------------- | --------- | --------------- |
| 1st | 1998年8月21日  | 季節を抱きしめて                                | SVWD-9006 | 位              |
| 2nd | 1998年11月21日 | 風の魔法                                        | SVWD-9009 | 位              |
| 3rd | 2000年7月5日   | この広い野原いっぱい                            | SVWC-7037 | 位              |
| 4th | 2006年11月8日  | 前奏曲 -We are not alone-                       | FCCM-0163 | 位              |
| 5th | 2007年4月25日  | 前奏曲 -We are not alone- Piano Fragrance       | FCCV-0013 | 位              |
| 6th | 2014年6月4日   | Fumi OTO Singn' Play Vol.1〜to the sky〜        |           | -               |
| 7th | 2015年10月4日  | FUMI OTO Singing Piano Vol.2〜Place to Return〜 | FOCD-0003 | -               |

### アルバム
| 枚  | 発売日         | タイトル       | 規格品番 | オリコン 最高位 |
| --- | -------------- | -------------- | -------- | --------------- |
| 1st | 2000年2月19日  | 泣いていいよ   | SZCJ-11  |                 |
| 2nd | 2005年6月29日  | Dear My Friend | VECD-001 |                 |
| 3rd | 2017年10月11日 | shizüku        | ITMCD-01 |                 |

## 楽曲提供
- 原史奈
  - 「泣いていいよ」（作詞・作曲）
  - 「願いのかなう場所」（作詞・作曲）
  - 「恋をはじめましょう」（作詞・作曲）
  - 「青空と太陽と風の中」（作詞・作曲）
- 仲間由紀恵
  - 「SNOW BIRD」（作曲）
- 乃木坂46
  - 「ここじゃないどこか」（作曲）
- 中川雅子
  - 「Love song」 (作詞・作曲)
- 菊地由美
  - 「Sea -月のあかり-」 (作曲)